# Roales
Roales település Spanyolországban,  Zamora tartományban. Roales Zamora és Cubillos községekkel határos. Lakosainak száma 1022 fő (2024).

## Népesség
A település népessége az utóbbi években az alábbiak szerint változott:
| Lakosok száma | 439  | 501  | 523  | 637  | 832  | 828  | 889  | 931  | 1001 | 1022 |
|               | 2001 | 2004 | 2007 | 2009 | 2012 | 2014 | 2017 | 2019 | 2022 | 2024 |